# Agonum muelleri muelleri
Agonum muelleri muelleri é uma subespécie de insetos coleópteros pertencente à família Carabidae.
A autoridade científica da subespécie é Herbst, tendo sido descrita no ano de 1784.
Trata-se de uma subespécie presente no território português.